# Кортрајк
Кортрајк (хол. Kortrijk) је општина у Белгији у региону Фландрија у покрајини Западна Фландрија. Према процени из 2007. у општини је живело 73.777 становника.

## Становништво
Према процени, у општини је 1. јануара 2015. живело 75.219 становника.
| 1984.  | 2000.  | 2010. | 2015. |
| ------ | ------ | ----- | ----- |
| 75.592 | 74.790 | 40625 | 75219 |